# Liste der Kulturdenkmäler in Salm (Eifel)
In der Liste der Kulturdenkmäler in Salm sind alle Kulturdenkmäler der rheinland-pfälzischen Ortsgemeinde Salm aufgeführt. Grundlage ist die Denkmalliste des Landes Rheinland-Pfalz (Stand: 17. Juli 2023).

## Einzeldenkmäler
| Bezeichnung                          | Lage                | Baujahr | Beschreibung                                                                        | Bild                           |
| ------------------------------------ | ------------------- | ------- | ----------------------------------------------------------------------------------- | ------------------------------ |
| Pfarrhaus                            | Hauptstraße 38 Lage | 1863    | ehemaliges (?) Pfarrhaus; repräsentativer klassizistischer Putzbau, bezeichnet 1863 | Fotos hochladen                |
| Katholische Pfarrkirche St. Hubertus | Kirchweg 1 Lage     | 1830    | Saalbau mit Dachreiter, 1830                                                        | weitere Bilder Fotos hochladen |